# Кимри
Кимри (на руски: Кимры) е град в Русия, Тверска област, административен център на Кимрски район. Населението на града към 1 януари 2018 година е 44 743 души.